# One Piece (serie televisiva)
One Piece è una serie televisiva nippo-statunitense del 2023 creata da Matt Owens e Steven Maeda. Distribuita da Netflix, la serie è l'adattamento live action dell'omonimo manga di Eiichirō Oda, che ha fatto da consulente creativo, per la produzione di Kaiji Productions, ITV Studios e la Shūeisha, già casa editrice dell'opera originale.
La prima stagione è stata distribuita su Netflix il 31 agosto 2023, ricevendo recensioni positive sia dal pubblico che dalla critica, venendo elogiata per performance degli interpreti, scrittura, effetti visivi e fedeltà al materiale originale; tanto da venire considerato uno dei migliori adattamenti live-action di una serie manga o anime mai realizzati e diventare la serie a stagione singola più vista di Netflix nella seconda metà del 2023. Due settimane dopo la sua uscita, la serie è stata rinnovata per una seconda stagione, le cui riprese sono iniziate a giugno 2024 e la cui distribuzione è prevista per il 2026. Nell'agosto 2025, la serie è stata rinnovata per una terza stagione prima ancora del rilascio della seconda.

## Trama
La maggior parte del mondo in cui si svolgono le vicende è coperta da quattro immensi oceani costellati di innumerevoli isole e una sola striscia di terra che percorre il pianeta da nord-ovest a sud-est. Perpendicolare al continente è la Rotta Maggiore, una sezione dell'oceano popolata da terribili mostri e altrettanto violente ciurme pirata, alcune delle quali dotate di poteri sovrannaturali donati dai frutti del diavolo. A combattere i pirati è la Marina, il braccio armato del Governo mondiale.
Monkey D. Rufy, un ragazzo il cui corpo ha assunto le proprietà della gomma dopo aver inavvertitamente ingerito un frutto del diavolo da piccolo, vuole diventare il Re dei pirati per mantenere una promessa fatta e soprattutto trovare il One Piece, il favoloso tesoro nascosto dal precedente Re dei pirati, Gold Roger, su un'isola sconosciuta alla fine della Rotta Maggiore. Rufy mette quindi insieme una ciurma e parte con loro all'avventura.

## Episodi
| Stagione         | Episodi | Pubblicazione |
| ---------------- | ------- | ------------- |
| Prima stagione   | 8       | 2023          |
| Seconda stagione |         | 2026          |

## Personaggi e interpreti

### Principali
- Monkey D. Rufy[11] (stagione 1-in corso), interpretato da Iñaki Godoy, doppiato da Leonardo Della Bianca.
Un aspirante pirata entusiasta, allo stesso tempo maledetto e dotato di un corpo con proprietà simili alla gomma per aver mangiato accidentalmente il frutto del diavolo Gom Gom.[14] Il suo obiettivo è attraversare la Rotta Maggiore con una sua ciurma, trovare il leggendario "One Piece" e diventare il Re dei pirati.
  - Interpretato da bambino da Colton Osorio[15] e doppiato da Gabriele Piancatelli.
- Nami (stagione 1-in corso), interpretata da Emily Rudd, doppiata da Veronica Puccio.
Un'enigmatica ladra ed abile cartografa che nasconde il suo passato dietro un'aggressiva indifferenza, che diventa la navigatrice dei Pirati di Cappello di Paglia.[14] Il suo sogno è quello di disegnare la carta nautica di tutti i mari del mondo.
  - Interpretata da bambina da Lily Fisher e doppiata da Giulietta Rebeggiani.
- Roronoa Zoro (stagione 1-in corso), interpretato da Mackenyu, doppiato da Manuel Meli.
Un abile spadaccino ed ex-cacciatore di taglie, che combatte con la tecnica a tre spade. Si unisce per primo alla ciurma di Rufy, nel ruolo di primo ufficiale.[14] Il suo obiettivo è diventare il più forte spadaccino del mondo.
  - Interpretato da bambino da Maximillian Lee Piazza e doppiato da Diego Follega.
- Usop (stagione 1-in corso), interpretato da Jacob Romero Gibson, doppiato da Alex Polidori.
È il cecchino e cannoniere di bordo, pavido e bugiardo ma dotato di una mira infallibile ed eccelenti doti da inventore, carpentiere e disegnatore. Sogna di diventare un coraggioso guerriero del mare come suo padre.[14]
  - Interpretato da bambino da Kevin Saula e doppiato da Francesco Raffaeli.
- Sanji (stagione 1-in corso), interpretato da Taz Skylar, doppiato da Alessandro Campaiola.
È il cuoco del gruppo. Giovane di bell'aspetto con un debole per le donne, in combattimento utilizza esclusivamente le gambe per preservare le proprie mani solo per cucinare.[14] Sogna di trovare l'All Blue, l'oceano leggendario dove si uniscono tutti i mari del mondo e si possono pescare tutte le specie di pesce.
  - Interpretato da bambino da Christian Convery[16][17] e doppiato da Diego Croce.
- Monkey D. Garp (stagione 1-in corso), interpretato da Vincent Regan, doppiato da Dario Oppido.
È il leggendario viceammiraglio della Marina sulla tracce della ciurma di Cappello di Paglia, nonché il nonno di Rufy, di cui condivide gli ideali di libertà pur ritenendo che solo i marine possano mantenere l'ordine mondiale.[18]
- Bagy il Clown (stagione 1-in corso), interpretato da Jeff Ward, doppiato da Emiliano Coltorti.
È il capitano di una ciurma di pirati circensi col potere del frutto Puzzle Puzzle, che gli permette di scomporre il proprio corpo a piacimento.[18]
- Kobi (stagione 1-in corso), interpretato da Morgan Davies, doppiato da Riccardo Suarez.
È un ragazzo sognatore e idealista che desidera diventare un valoroso membro della Marina militare.[18]

### Secondari
- Hermeppo (stagione 1), interpretato da Aidan Scott, doppiato da Mattia Nissolino.
È l'arrogante e viziato figlio del capitano Morgan mano d'ascia, si arruola in Marina per inseguire Zoro.[18]
- Shanks il Rosso (stagione 1), interpretato da Peter Gadiot, doppiato da Renato Novara.
Un capitano pirata e idolo di infanzia di Rufy, sarà lui a donargli il suo cappello di paglia.[14][18]
- Gold Roger (stagione 1), interpretato da Michael Dorman, doppiato da Stefano Alessandroni.
Il re dei pirati giustiziato dal Governo mondiale promettendo, sul patibolo, che chi troverà il suo tesoro (il One Piece) erediterà il suo titolo.[19]
- Alvida (stagione 1), interpretata da Ilia Isorelýs Paulino, doppiata da Eva Padoan.
Giovane e spietata capitana pirata che viene sconfitta da Rufy.[18]
- Morgan mano d'ascia (stagione 1), interpretato da Langley Kirkwood, doppiato da Fabrizio Pucci.
Spietato capitano della Marina al comando della base di Shells Town.[20]
- Bogart (stagione 1), interpretato da Armand Aucamp.
È il braccio destro del viceammiraglio Garp.
- Yasop (stagione 1), interpretato da Stevel Marc, doppiato da Sacha Pilara.
Membro della ciurma di Shanks, è un abilissimo cecchino nonché il padre di Usop.
- Lucky Lou (stagione 1), interpretato da Ntlanhla Morgan Kutu.
Membro della ciurma di Shanks, è il golosissimo cuoco del gruppo.
- Benn Beckman (stagione 1), interpretato da Laudo Liebenberg.
È il primo ufficiale della ciurma di Shanks.
- Makino (stagione 1), interpretata da Kathleen Stephens, doppiata da Federica Simonelli.
Proprietaria di un bar nel villaggio natale di Rufy.
- Higuma (stagione 1), interpretato da Tamer Burjaq, doppiato da Riccardo Lombardo.
Losco masnadiero incontrato da Rufy durante l'infanzia.
- Kabaji (stagione 1), interpretato da Sven Ruygrok, doppiato da Andrea Oldani.
Acrobata e membro della ciurma di Bagy.
- Kaya (stagione 1), interpretata da Celeste Loots, doppiata da Sara Labidi.
Una giovane ragazza di ricca famiglia, è molto amica di Usop e fornisce a Rufy una nave.[20]
- Krahador/Kuro (stagione 1), interpretato da Alexander Maniatis, doppiato da Gabriele Sabatini.
Il maggiordomo di Kaya che in realtà è il capitano dei pirati Kuroneko e trama per ucciderla.[20]
- Sham (stagione 1), interpretata da Bianca Oosthuizen, doppiato da Marta Filippi.
Aiutante di Kuro e ufficiale dei pirati Kuroneko.
- Buchi (stagione 1), interpretato da Albert Pretorius, doppiato da Roberto Stocchi.
Aiutante di Kuro e ufficiale dei pirati Kuroneko.
- Merry (stagione 1), interpretato da Brett Williams.
Avvocato di Kaya, gestisce le sue finanze e il cantiere navale di Shirop.
- Shimotsuki Kuina (stagione 1), interpretata da Audrey Cymone, doppiata da Chiara Fabiano.
Amica di infanzia di Zoro ed eccellente spadaccina.
- Zef (stagione 1), interpretato da Craig Fairbrass, doppiato da Pasquale Anselmo.
È il capocuoco e proprietario del ristorante galleggiante Baratie, nonché il mentore di Sanji. In passato era un pirata, noto come Zef "Piedirossi".[20]
- Drakul Mihawk (stagione 1), interpretato da Steven John Ward, doppiato da Maurizio Merluzzo.
È il miglior spadaccino del mondo, nonché membro della Flotta dei Sette, un gruppo di sette pirati che hanno stretto un accordo di collaborazione col Governo mondiale.[20]
- Creek (stagione 1), interpretato da Milton Schorr, doppiato da Gabriele Tacchi.
Uno dei pirati più temuti del Mare Orientale, viene sconfitto da Mihawk.
- Paty (stagione 1), interpretato da Brashaad Mayweather.
È uno dei cuochi del Baratie.
- Arlong (stagione 1), interpretato da McKinley Belcher III, doppiato da Massimo Bitossi.
Un pirata uomo-pesce che ha occupato il villaggio di Coco e ucciso Bellemére, la madre adottiva di Nami e Nojiko.[18]
- Kuroobi (stagione 1), interpretato da Jandré Le Roux, doppiato da Francesco Rizzi.
Ufficiale della ciurma di Arlong.
- Pciù (stagione 1), interpretato da Len-Barry Simons, doppiato da Dimitri Winter.
Ufficiale della ciurma di Arlong.
- Nojiko (stagione 1), interpretata da Chioma Umeala e Kylie Ashfield (da bambina), doppiata da Federica Simonelli.
Sorella adottiva di Nami.[14][20]
- Bellmer (stagione 1), interpretata da Genna Galloway, doppiata da Federica De Bortoli.
Ex-marine diventata madre adottiva di Nami e Nojiko, viene assassinata da Arlong.
- Genzo (stagione 1), interpretato da Grant Ross, doppiato da Stefano Thermes.
Sceriffo del villaggio di Coco e figura paterna di Nami e Nojiko.[14]
- Nezumi (stagione 1), interpretato da Rory Acton-Burnell, doppiato da Franco Mannella.
Ufficiale della Marina corrotto da Arlong.

La voce narrante del primo episodio è di Ian McShane, doppiato da Giovanni Caravaglio.

## Produzione

### Sviluppo
Nel luglio 2017, il caporedattore di Weekly Shōnen Jump Hiroyuki Nakano ha annunciato che Tomorrow Studios (partnership tra Marty Adelstein e ITV Studios) e Shūeisha avrebbero iniziato la produzione di un adattamento televisivo in live action del manga One Piece di Eiichirō Oda, come parte delle celebrazioni per il 20º anniversario della serie. Secondo quanto annunciato, Oda avrebbe fatto da produttore esecutivo alla serie insieme ad Adelstein, CEO di Tomorrow Studios, e Becky Clements, l'adattamento sarebbe iniziato con la Saga del Mare Orientale e i costi di produzione avrebbero potuto stabilire nuovi record.
Nel gennaio 2020, Oda ha reso noto l'ordine di produzione ricevuto dalla serie da parte di Netflix per una prima stagione di dieci episodi, mentre, a maggio dello stesso anno Adelstein ha rivelato che le riprese della serie avrebbero dovuto avere luogo a Città del Capo presso i Cape Town Film Studios intorno ad agosto, ma che erano state posticipate a settembre a causa della pandemia di COVID-19, specificando tuttavia che le dieci sceneggiature erano state completate e i casting sarebbero iniziati a giugno; sebbene successivamente vengano posticipati a dopo settembre 2020.
La produzione è ricominciata a marzo 2021 col nome in codice di Project Roger annunciato dallo showrunner Steven Maeda. Nel settembre 2021 è stato diffuso il primo logo della serie. Nello stesso mese è stato riportato che Marc Jobst avrebbe diretto l'episodio pilota; essendo stato contattato dai dirigenti Netflix per il riscontro positivo dei suoi lavori precedenti in vari episodi di serie quali Daredevil, Luke Cage e The Witcher, ed avendo accettato il lavoro per via del tono ottimista della sceneggiatura. Nel febbraio 2022, è stato annunciato Arisu Kashiwagi come direttore creativo e designer dell'identità del brand della serie, divenendo responsabile dello sviluppo di logo e sequenze dei titoli d'apertura e chiusura. Nel marzo 2022, oltre al rilascio di ulteriori annunci di casting, è stato comunicato che lo sceneggiatore capo e produttore esecutivo Matt Owens avrebbe fatto da co-showrunner assieme a Maeda. Nel giugno 2022, è stato rivelato che Emma Sullivan ha diretto alcuni episodi della serie.
Il 7 settembre 2023, il CEO di Tomorrow Studios Marty Adelstein ha annunciato che, nonostante le sceneggiature per la seconda stagione fossero pronte, le riprese non avrebbero potuto iniziare fino al termine dello sciopero SAG-AFTRA. La presidente di Tomorrow Studios Becky Clements ha dichiarato invece che, una volta iniziate le riprese, la stagione avrebbe debuttato approssimativamente dopo 12-18 mesi. Netflix non ha annunciato formalmente il rinnovo della serie per una seconda stagione fino al 14 settembre. Clements ha inoltre annunciato di aver avuto "conversazioni approfondite" riguardo la seconda stagione con Netflix, Shueisha e Oda, nonché "conversazioni meno estese" sulle stagioni dalla terza alla sesta. Adelstein e Clements hanno commentato che con oltre 1.080 capitoli del manga, c'è materiale per almeno dodici stagioni, motivo per il quale sei stagioni coprirebbero solo la metà dei capitoli totali. Il 23 aprile 2024, Joe Tracz si è unito alla seconda stagione come scrittore, produttore esecutivo e co-showrunner insieme a Owen, tornato nelle vesti di co-showrunner.
Nel febbraio 2025, il sito web della Writers Guild of America West ha elencato una terza stagione di One Piece come produzione 2025-2026, con Matt Owens e Joseph E. Tracz in veste di showrunner e produttori esecutivi. Tuttavia, nel marzo 2025, Owens ha lasciato la serie per concentrarsi sulla sua salute mentale, lasciando a Tracz la supervisione della post-produzione della seconda stagione; lo stesso giorno, è stato riferito che la terza stagione non fosse ancora stata approvata, sebbene la partenza di Owens non ne avrebbe influenzato le prospettive di sviluppo. La terza stagione è stata ufficialmente annunciata nell'agosto 2025, con Ian Stokes in veste di co-showrunner assieme a Tracz.

#### Cambiamenti rispetto al manga
«Ci sono state un paio di cose che hanno richiesto un po' di persuasione. E se c'era qualcosa di cui Oda-san era davvero, davvero insoddisfatto, abbiamo trovato il modo di cambiarlo. Ma ci sono state alcune cose che abbiamo provato e introdotto nella serie che inizialmente lo hanno lasciato un po' perplesso. Una di queste è che abbiamo anticipato strutturalmente un paio di cose che non vengono introdotte fino a capitoli molto più avanzati.»

— Steven Maeda, intervista del settembre 2023 con Screen Rant
In una lettera aperta del luglio 2023, Oda ha affermato ci fossero numerose scene che riteneva "non fossero abbastanza buone per venire trasmesse al mondo", motivo per cui la troupe ha dovuto rigirarle. Oda riteneva inoltre che alcune delle battute di Rufy non rispecchiassero il personaggio sulla carta, ma ha cambiato opinione dopo aver visto l'interpretazione di Godoy. In un'intervista con il New York Times, Oda ha sottolineato come la serie live-action avesse più dialoghi rispetto al manga, poiché quest'ultimo necessitasse di più spazio per le illustrazioni. Quando gli è stato chiesto se fosse preoccupato per l'adattamento di One Piece, dato che altri progetti simili non avevano avuto successo, Oda ha dichiarato: «per fortuna, Netflix ha concordato sul fatto che non avrebbero trasmesso la serie finché non fossi stato convinto che fosse soddisfacente. Ho letto le sceneggiature, ho dato appunti e ho agito come cane da guardia per garantire che il materiale venisse adattato nel modo corretto». La costumista Diana Cilliers è stata direttamente influenzata dai compendi di Oda per la Color Walk durante la creazione dei costumi dello show. Apportando piccole modifiche ai costumi originali per "ravvivare le scene con qualche variazione" o per adattarli a problemi di sicurezza durante le riprese dal vivo.
L'adattamento ha apportato diverse modifiche strutturali con l'approvazione di Oda, come ad esempio il concentrarsi su Garp e rivelare il suo legame con Rufy molto prima, oltre a spostare l'introduzione di Arlong sostituendolo alla trama di Creek. Maeda ha commentato che volevano rendere Arlong il "grande cattivo" della stagione e introducendolo al Baratie sono stati in grado di "intensificare gli ultimi due episodi" affermando inoltre di aver voluto rendere Garp "un personaggio più presente" così come l'immediato inseguimento della ciurma di Cappello di Paglia da parte della Marina per «mantenere alta la posta in gioco e far sembrare che non fosse solo un'avventura divertente in cui incontravamo diversi antagonisti e diversi cattivi e pirati, ma che ci fosse una sorta di vera e propria presenza organizzata terrificante che incombeva ed inseguiva Rufy». Polygon ha sottolineato che una maggiore attenzione sulla Marina significa che «Kobi passa immediatamente dall'essere un personaggio secondario a uno di supporto» cambiando l'inquadratura della Marina.

### Cast

#### Stagione 1
Nel novembre 2021 sono stati annunciati alcuni dei protagonisti: Iñaki Godoy nei panni di Monkey D. Rufy, Mackenyu come Roronoa Zoro, Emily Rudd come Nami, Jacob Romero Gibson come Usop e Taz Skylar come Sanji.
Nel marzo 2022, Netflix ha inoltre annunciato la presenza in ruoli ricorrenti di Morgan Davies come Kobi, Ilia Isorelýs Paulino come Alvida, Aidan Scott come Hermeppo, Jeff Ward come Bagy, McKinley Belcher III come Arlong, Vincent Regan come Garp e Peter Gadiot come Shanks. Nel giugno 2022 sono entrati a far parte del cast Langley Kirkwood come Morgan mano d'ascia, Celeste Loots come Kaya, Alexander Maniatis come Klahadore, Craig Fairbrass come Zef, Steven John Ward come Drakul Mihawk e Chioma Umeala come Nojiko. Nell'agosto 2022, Bianca Oosthuizen, Chanté Grainger e Grant Ross si sono uniti al cast della serie rispettivamente nei ruoli di Sham, Banchina e Genzo. Nel febbraio 2023 Stevel Marc è stato annunciato nel ruolo di Yasop mentre, nel marzo 2023, Jandré Le Roux è stato scritturato per il ruolo di Kuroobi.
Nel luglio 2023, è stato rivelato che i doppiatori originali dell'anime di One Piece avrebbero dato voce ai personaggi del live action nell'edizione giapponese, con la sola eccezione di Arlong, doppiato da Hiroki Tōchi anziché da Jūrōta Kosugi per ragioni non specificate.

#### Stagione 2
Il 14 settembre 2023, TonyTony Chopper è stato presentato da Eiichiro Oda in un video che annunciava il rinnovo della serie per una seconda stagione. Il 6 maggio 2024, un altro video pubblicato sui social media della serie mostrava Godoy che festeggiava il compleanno di Rufy, concludendo con l'anticipazione dell'apparizione di Mr. 3. Nel maggio 2024, sono stati annunciati i casting per Miss Wednesday, Miss All Sunday, Crocus, Mr. 5, Miss Valentine, Smoker, Tashigi e Miss Goldenweek.
Il 25 giugno 2024, Daniel Lasker, Camrus Johnson, Jazzara Jaslyn e David Dastmalchian si sono uniti al cast della seconda stagione, rispettivamente nei ruoli di Mr. 9, Mr. 5, Miss Valentine e Mr. 3. Il 26 giugno 2024, Clive Russell, Werner Coetser e Brendan Murray sono stati rispettivamente scritturati nei ruoli di Crocus, Dori e Brogi. Il 27 giugno, Callum Kerr, Julia Rehwald, Rob Colletti e Tyrone Keogh si sono uniti al cast nei ruoli di Smoker, Tashigi, Wapol e Dalton.
Nel 2022, Jamie Lee Curtis ha espresso interesse per interpretare la dottoressa Kureha nell'adattamento live-action; tuttavia il 19 luglio 2024, Becky Clements ha annunciato che la Curtis non avrebbe potuto prendere parte alle riprese a causa di conflitti di programmazione, motivo per il quale il 21 agosto 2024, il ruolo è stato assegnato a Katey Sagal, mentre a Mark Harelik quello del dottor Hillk. Il 22 agosto è stato annunciata la partecipazione di Sendhil Ramamurthy nel ruolo di Nefertari Cobra mentre il 23 agosto quella di Charithra Chandran come Miss Wednesday. Il 18 settembre, Joe Manganiello e Lera Abova sono stati rispettivamente scritturati come Mr. 0 e Miss All Sunday.
Il 12 gennaio 2025, Sophia Anne Caruso, Mark Penwill e Anton David Jeftha sono stati annunciati rispettivamente come Miss Goldenweek, Chess e KM. Il giorno seguente Rigo Sanchez, Yonda Thomas e James Hiroyuki Liao si sono uniti al cast nei rispettivi panni di Dragon, Igaram e Ipponmatsu. Il 31 maggio 2025, al Tudum, è stato annunciato che Mikaela Hoover avrebbe dato la voce a TonyTony Chopper.

### Riprese
Maeda ha annunciato l'inizio della fase di lavorazione il 31 gennaio 2022 e la concluzione delle riprese il 22 agosto successivo. Nel maggio 2022, il regista Marc Jobst ha aggiornato di aver terminato di girare i primi due episodi dello show. Una parte delle riprese si è svolta a Città del Capo, in Sudafrica, presso i Cape Town Film Studios. Nicole Hirsch Whitaker, la direttrice della fotografia dello show, ha dichiarato che la sua troupe le sia stata assegnata sei settimane prima dell'inizio della produzione. L'intera sequenza del combattimento tra Rufy e Alvida ha dovuto essere rigirata poiché originariamente realizzata di giorno, sebbene Whitaker non abbia potuto presenziare né prendere parte alle riprese aggiuntive a causa di conflitti di programmazione.
Le riprese per la seconda stagione avrebbero dovuto iniziare in Sud Africa nel giugno 2024, ma sono state successivamente posticipate al 1° luglio per poi concludersi il 15 dicembre. Il 4 febbraio 2025 è stata annunciata ufficialmente la fine della produzione della seconda stagione tramite la pubblicazione di una nuova immagine di Rufy e la sua ciurma a Loguetown.

### Colonna sonora
Sonya Belousova e Giona Ostinelli sono stati incaricati di comporre la colonna sonora della serie. Matt Patches di Polygon ha evidenziato che «a differenza della maggior parte dei compositori televisivi a cui potrebbero essere affidati episodi in blocco sull'immagine da condire con pezzi di sottolineatura, gli showrunner Matt Owens e Steven Maeda hanno incaricato Belousova e Ostinelli di comporre un mondo di suoni che potrebbero essere in costante conversazione a seconda di quali personaggi eccentrici o luoghi pirateschi fossero in gioco in un dato momento». Il primo singolo della colonna sonora della serie, "Wealth Fame Power", è stato reso disponibile sulle piattaforme di streaming musicale il 18 agosto 2023. Belousova ha affermato che come tema di Rufy, "Wealth Fame Power" lo collega all'eredità di Gold Roger. La canzone ha un "movimento ascendente" poiché Rufy è all'inizio del suo viaggio, quindi nella scena iniziale, hanno invertito il tema per essere in "movimento discendente" poiché Roger sta per essere giustiziato - «stiamo terminando una trama, ma stiamo immediatamente iniziando un'altra». Il secondo singolo, "My Sails Are Set", con la cantante norvegese Aurora, è stato pubblicato il 25 agosto 2023. Il brano esteriorizza il viaggio di Nami e agisce come «il culmine di un'intera stagione di idee musicali»; Belousova ha commentato che «di solito le canzoni funzionano come gocce in un ago - è molto raro che le canzoni abbiano effettivamente una sorta di connessione musicale col resto della colonna sonora».

## Promozione
Il 17 giugno 2023, la data di uscita della serie e il teaser trailer sono stati rivelati di persona dal cast principale durante la quarta edizione di Tudum al Parco Ibirapuera di San Paolo, in Brasile. La presentazione ha avuto luogo all'Auditorium Ibirapuera per un pubblico di 11.000 persone ed è stata trasmessa in diretta sui canali YouTube ufficiali di Netflix a 78 milioni di spettatori. L'evento di tre giorni si è tenuto tra il 16 e il 18 giugno e ha caratterizzato un'esperienza immersiva a tema One Piece, che ha mostrato una replica a grandezza naturale della nave pirata Going Merry al Pavilhão Ciccillo Matarazzo, situato all'interno del parco. Il 29 giugno 2023 è stato lanciato un sito web promozionale per la serie pubblicizzato come "Straw Hat Grand Fleet" e contenente al suo interno vari dietro le quinte e una sezione per creare poster da ricercati personalizzati. Il 21 luglio 2023, nel corso dell'evento One Piece Day, Netflix ha pubblicato il trailer completo della serie e una lettera personalizzata di Oda.
Il 10 agosto 2023, Netflix ha annunciato date e luoghi delle celebrazioni globali per i fan in vista della première della serie. Commercializzato come "Straw Hats Unite Across The Globe", il programma degli eventi includeva la proiezione del primo episodio il 24 agosto a Santa Monica, in California, presso il Santa Monica Pier. Altre città e date in cui si sono tenute celebrazioni di persona per i fan includevano Parigi il 29 agosto, Giacarta, Tokyo, Milano e Manila il 30 agosto e Città del Messico, Rio de Janeiro e Bangkok il 31 agosto. Anche la Germania avrebbe dovuto organizzare un evento per i fan il giorno della première, anche se virtualmente. Tra le attrazioni annunciate per le celebrazioni globali c'era una replica a grandezza naturale della Going Merry esposta sulla spiaggia di Copacabana dal 31 agosto al 10 settembre. Il 30 agosto 2023, Netflix ha pubblicato il trailer finale.

## Distribuzione
La prima stagione è stata pubblicata su Netflix il 31 agosto 2023. La seconda stagione è prevista per il 2026.

## Accoglienza

### Critica
La serie ha ricevuto recensioni positive da parte della critica e del pubblico. Su Rotten Tomatoes ha una percentuale dell'86% sulla base di 63 recensioni, il consenso critico del sito cita: «One Piece cattura l'essenza del suo amato materiale originale con un adattamento affascinante e generoso che dovrebbe intrattenere i fan di lunga data così come i pazienti nuovi arrivati». Il sito ha inoltre rilevato un indice di gradimento del pubblico del 95% sulla base di oltre 10.000 recensioni. Metacritic ha invece attribuito a One Piece un punteggio medio ponderato di 67 su 100, basato su 22 critici, indicando «recensioni generalmente favorevoli».
Brian Truitt di USA Today ha assegnato alla serie 3 stelle su 4, scrivendo: «In questo energico incrocio tra Pirati dei Caraibi e Scott Pilgrim, con un pizzico di stile Doctor Who, una giovane ciurma di bucanieri va alla ricerca di un tesoro perduto e aiuta le persone lungo il cammino in una risposta generosa e spericolata a Stranger Things». Lauren Milici di GamesRadar+ ha commentato che la serie «spezza la maledizione dei live-action», aggiungendo che le scelte di regia «rendono più che chiaro che lo show è stato creato dai fan, da persone che volevano sinceramente vedere qualcosa che amano portato a (una nuova) vita». Jesse Hassenger di The Guardian ha attribuito a One Piece 3 stelle su 5 commentando come «l'immaginazione complessiva di One Piece compete con il budget di questa particolare iterazione, che sembra essere sontuoso ma forse ancora non abbastanza». Angie Han di The Hollywood Reporter ha scritto che «mettendo la sua fiducia nella gioia di vivere giovanile dei suoi personaggi, One Piece offre abbastanza divertimento da emozionare il bambino interiore sia nei preadolescenti che negli adulti». Coleman Spilde di The Daily Beast sostiene che la serie «sorprenda costantemente» anche se «la scrittura a volte fatica a trovare una via di mezzo stabile tra la fascia demografica dei preadolescenti e quella degli adulti a cui cerca di rivolgersi». Spilde ha affermato inoltre di ritenere One Piece un buon adattamento poiché «accattivante anche per gli spettatori che non sanno nulla del materiale originale».
Kayleigh Dray di The A.V. Club ha visto lo spettacolo come un adattamento accessibile e con «le vibrazioni dei grandi cartoni animati del sabato mattina». Dray ha anche evidenziato la quantità di materiale d'origine inserito: «anche una rapida occhiata rende abbondantemente chiaro quanto amore e cura siano stati investiti in tutta la sua lussureggiante costruzione del mondo». Elijah Gonzalez di Paste ha reputato che l'adattamento abbia preso una "saggie decisione" nel gestire una piccola quantità del materiale originale restando «sull'arco del Mare Orientale, che abbraccia i primi 100 capitoli del manga e circa 60 episodi dell'anime». Gonzalez ha inoltre espresso l'opinione che questa iterazione «occasionalmente sembri anche più coesa dell'originale» in quanto può introdurre aspetti successivi prima «per creare un dramma generale avvincente» e «assistere alcune storie passate». Angelica Jade Bastién di Vulture ha scritto che lo show «dimostra la sua volontà di mantenere ciò che rende la proprietà originale tanto fantastica». Bastién ha inoltre ritenuto che i cambiamenti nell'adattamento, come la rivelazione del legame tra Garp e Rufy molto prima, abbiano funzionato "dannatamente bene". Charles Pulliam-Moore di The Verge ha affermato che la scenografia è stata fondamentale per far sì che One Piece fosse percepito «come un luogo vivo e pulsante con una storia in cui puoi entrare» e ha sottolineato che «Netflix ha costruito una serie di set enormi e meticolosamente dettagliati, perfetti per trasformarsi in luoghi iconici del mondo di Oda»; aggiungendo di ritenere che sia sempre «un po' una scommessa» quando la serie ricrea le «immagini dall'anime» ma che «molte di queste scommesse funzionino bene». Al contrario Mike Hale del New York Times ha trovato One Piece un adattamento «insipido e generico» poiché «la maggior parte della verve e della personalità dell'anime sono sparite, sostituite da frenesia, una scenografia elaborata ma poco interessante e - un segno dei tempi - maggiore pietà riguardo alla tematica della storia di conoscere e credere in se stessi».
Hassenger ha reputato «lo stile di recitazione degli attori» conflittuale poiché «alcuni attori incarnano allegramente cartoni animati viventi, mentre altri lavorano in un registro leggermente sarcastico» - «molteplici personaggi secondari ammiccano e fanno smorfie come se fossero in una copia dei film di Terry Gilliam». Robert Lloyd del Los Angeles Times hs trovato che Rufy portasse la serie a fallire «in modo critico se non fatale» poiché il «personaggio risulta poco meno che folle». Lloyd ha commentato che Rufy «dovrebbe essere lo spirito della storia, ma diventa noioso in forma umana, dove dovrebbe sicuramente essere delizioso» e ha visto gli altri personaggi che si uniscono a lui come «arbitrari e improbabili». Tuttavia, Bastién ha ritenuto che Godoy abbia interpretato «un ruolo da funambolo» nei panni di Rufy, osservando che «non ci sono personaggi come lui nei media coloniali bianchi: uomini la cui gentilezza è essenziale per il loro essere e per i quali l'amicizia è fondamentale». Ha espressoinoltre  l'opinione che «il cast principale funziona splendidamente», ma che i personaggi secondari siano più «carenti». David Opie di Empire ha affermato che «Rudd incarna il cuore della serie con un'interpretazione emotiva di Nami» e «Mackenyu incarna lo stoicismo di Roronoa Zoro tanto quanto il suo intricato gioco di spada» ma «nessuno brilla quanto Iñaki Godoy». Spilde ha visto Godoy, Rudd e Mackenyu come aventi una «chimica stellare» sottolineando però che «l'energia frenetica dello spettacolo vacilla quando diventa troppo contratta, dedicando più tempo all'amicizia che ai combattimenti». Le sequenze di combattimento coreografate della serie sono state elogiate da numerosi critici.

### Pubblico
One Piece ha dominato la classifica settimanale globale di Netflix dal 28 agosto al 3 settembre 2023, classificandosi tra i primi 10 posti in 93 paesi e al primo posto in 46 paesi, con 140 milioni di ore guardate da 18,5 milioni di spettatori nella sua prima settimana. Durante la sua seconda settimana le visualizzazioni sono aumentate a 145,7 milioni di ore guardate da 19,3 milioni di spettatori; portandolo quindi ad accumulare 285,7 milioni di ore guardate da 37,8 milioni di spettatori in meno di due settimane dalla sua uscita. Nielsen ha riferito che «nelle classifiche di streaming per la settimana dal 28 agosto al 3 settembre» One Piece era al primo posto nella categoria "originali" e al secondo in assoluto «con 1,3 miliardi di minuti visualizzati» equivalenti a «21,85 milioni di ore di visione negli Stati Uniti». The Hollywood Reporter ha evidenziato che Nielsen e Netflix calcolano il tempo di visione con metodi diversi, motivo per il quale il rapporto di Nielsen è «poco meno del 16 percento del totale mondiale riportato da Netflix nella sua classifica della Top 10 nello stesso periodo». Variety ha commentato che, secondo Nielsen, One Piece «ha attirato un pubblico più diversificato rispetto ai suoi concorrenti, con un pubblico ispanico del 25% e afroamericano del 19%».
Il co-CEO di Netflix, Greg Peters, ha dichiarato che il debutto dello show ha raggiunto «un livello molto alto» e che, nonostante «gli haters cerchino una ragione per odiarti», «essere in grado di realizzarlo, renderlo enormemente popolare e un successo in tutto il mondo è qualcosa di incredibile da vedere». È stato il secondo nuovo show del 2023 di Netflix a debuttare con oltre 100 milioni di ore visualizzate nella sua prima settimana, dopo The Night Agent a marzo. Deadline Hollywood ha tuttavia notato che il suo pubblico di debutto è stato inferiore a quello di Mercoledì e La regina Carlotta, le quali hanno rispettivamente ottenuto circa 43 milioni e 24 milioni di visualizzazioni nelle loro prime settimane. Su TikTok l'hashtag #OnePieceNetflix ha attirato oltre 4 miliardi di impressioni di ricerca durante le prime due settimane dello show.
La serie ha concluso l'anno come lo show Netflix più visto (tra le serie a stagione singola) durante la seconda metà del 2023, con 541,9 milioni di ore guardate da 71,6 milioni di spettatori in quattro mesi. Contribuendo inoltre ad aumentare gli spettatori dell'anime One Piece, che ha raggiunto la vetta delle classifiche anime di Netflix con 479 milioni di ore guardate nella seconda metà del 2023, più del doppio rispetto alla prima metà dell'anno.

## Riconoscimenti
One Piece è diventata la prima serie televisiva live-action in streaming basata su un manga a venire candidata ai Children's and Family Emmy Awards, vincendone due su un totale di undici nomine. Il primo episodio ha inoltre vinto il premio della Writers Guild of America Award nella categoria al miglior episodio in una serie rivolta ai più giovani.
Segue la lista completa dei premi vinti e delle nomination ricevute.
- 2023 - Make-Up Artists & Hair Stylists Guild Awards
  - Candidato - Migliori acconciature[140]
- 2023 - International Film Music Critics Association
  - Candidato - Miglior colonna sonora originale per la televisione[141][142]
- 2023 - Writers Guild of America Award
  - Episodio per bambini (Long Form – Original)[139]
- 2024 - Children's and Family Emmy Awards
  - Candidato - Miglior programma per ragazzi[137][138]
  - Candidato - Miglior personalità per bambini a Ian McShane[137][138]
  - Candidato - Miglior direzione artistica/decorazione/scenografia per un programma a camera singola[137][138]
  - Candidato - Miglior casting per un programma live action[137][138]
  - Miglior coordinamento degli stunt per un programma d'azione dal vivo[137][138]
  - Candidato - Miglior fotografia per un programma di azione dal vivo a camera singola[137][138]
  - Candidato - Migliori costumi[137][138]
  - Candidato - Migliori acconciature e trucco[137][138]
  - Candidato - Miglior direzione musicale e composizione per un programma live action[137][138]
  - Miglior canzone originale per un programma per bambini e ragazzi[137][138]
  - Candidato - Migliori effetti visivi per un programma live action[137][138]